# 3-Hidroxibutanal
El 3-hidroxibutanal, també anomenat acetaldol, és un compost orgànic de la família dels aldols, que va ser el primer membre identificat el 1872. La seva estructura consisteix en un esquelet de n-butà que duu una funció d'aldehid, i un grup hidroxi a la posició 3 (o β).

## Història
El 3-hidroxibutanal va ser identificat independentment el 1872 pels químics Charles Adolphe Wurtz i Alexandre Borodine, que van descobrir aquest subproducte de la reacció d'acetaldehid, amb propietats similars a les d'un alcohol.
Es va utilitzar en la medicina com a somnífer i sedant.

## Propietats físiques
El 3-hidroxibutanal té una densitat d'1,11 g·cm-3 a 20 °C i una densitat relativa gasosa (relació de densitat amb l'aire sec a la mateixa temperatura i pressió) de 3,04. Té una pressió de vapor de 0,1 hPa a 20 °C, 10 hPa a 50 °C i 15 hPa a 65 °C.

## Síntesi
Un racèmic de 3-hidroxibutanal es produeix industrialment mitjançant una reacció d'aldoadicció catalitzat de bases d'acetaldehid a temperatures baixes d'uns 5 °C. El catalitzador emprat normalment és la sosa càustica aquosa, però es pot utilitzar qualsevol altra base.
La reacció es pot dur a terme només a temperatures baixes de 5 °C i menys, ja que a un augment de la temperatura immediatament se separa l'aigua i es forma el producte de condensació d'aldol. El rendiment del 3-hidroxibutanal està entre el 50 i el 60%. El treball es realitza mitjançant una destil·lació multietapa.

## Reactivitat
El 3-hidroxibutanal pot experimentar una reacció de deshidratació anomenada condensació aldòlica per formar crotonaldehid.

## Estereoquímica
L'àtom de carboni C3 que és el que porta la funció hidroxi és quiral. El 3-hidroxibutanal es presenta, doncs, en forma d'un parell d'enantiòmers:
- (3R)-3-hidroxibutanal de número CAS 117706-97-5

- (3S)-3-hidroxibutanal de número CAS 117706-98-6